# Peter Noske
Peter Noske (* 17. Dezember 1937) war Fußballtorwart bei den DDR-Oberligamannschaften von Rotation Babelsberg, Dynamo Berlin und Dynamo Dresden. In der obersten Spielklasse des DDR-Fußballverbandes bestritt er 95 Punktspiele.

## Sportliche Laufbahn
Der gelernte Schlosser Peter Noske absolvierte seine ersten DDR-Oberligaspiele in den Spielzeiten 1957 und 1958 bei der Betriebssportgemeinschaft Rotation Babelsberg. Für deren 1. Fußballmannschaft, die 1949 zu den Gründungsgemeinschaften der Oberliga gehört hatte, stand er in diesen beiden Jahren bei insgesamt 27 Spielen im Tor. Als Babelsberg nach Abschluss der Saison 1958 aus der Oberliga absteigen musste, spielte Noske zwei weitere Jahre mit Rotation in der zweitklassigen DDR-Liga. Am 29. Juni 1960 bestritt Noske sein einziges internationales Auswahlspiel. Im Nachwuchsländerspiel DDR – Norwegen (5:3) stand er in der 2. Halbzeit im Tor.
Zu Beginn der Saison 1961/62 wechselte Noske wieder in die Oberliga und wurde Torwart beim SC Dynamo Berlin. Dort war er aber hinter Willi Marquardt nur Reservist und kam in den 39 Punktspielen der Saison nur zu sieben Einsätzen. Noch während der laufenden Saison wurde Noske Anfang 1962 zum DDR-Ligisten Dynamo Eisleben delegiert.
Im Sommer 1962 nahm Noske einen erneuten Wechsel vor und schloss sich dem Oberliga-Aufsteiger Dynamo Dresden an. Hier wurde er bereits in seiner ersten Spielzeit 1962/63 mit 20 Einsätzen bei insgesamt 26 ausgetragenen Oberligapunktspielen zum Stammtorhüter. Dresden konnte sich zunächst nur ein Jahr in der Oberliga halten, sodass Noske 1963/64 wieder zweitklassig spielen musste. Nach dem sofortigen Wiederaufstieg absolvierte Noske 1964/65 erneut 20 Oberligaeinsätze, denen in der Saison 1965/66 21 Erstligaspiele folgten.
Zur Saison 1966/67 standen Dynamo Dresden mit Manfred Kallenbach und Peter Meyer zwei neue jüngere Torleute zur Verfügung, und der fast 29-jährige Noske wurde in die 2. Mannschaft versetzt. Dort spielte er noch bis 1968 in der drittklassigen Bezirksliga Dresden.